# Julie Hart Beers
Julie Hart Beers Kempson (Pittsfield, 1834 - Trenton, 13 de agosto de 1913) fue una paisajista estadounidense, asociada con la Escuela del Río Hudson. Fue una de las pocas pintoras paisajistas profesionales con éxito comercial de su época.

## Biografía
Nacida como Julie Hart en Pittsfield era hija de James Hart y Marion (Robertson) Hart, quienes habían inmigrado desde Escocia en 1831.Sus hermanos mayores William Hart y James McDougal Hart también fueron importantes pintores paisajistas.
En 1853 se casó con el pintor Marion Beers.Después de su muerte en 1856, ella y sus dos hijas se mudaron a la ciudad de Nueva York, donde sus hermanos tenían sus estudios.Como la mayoría de las artistas de la época, no tenía una educación artística formal, pero se cree que fue formada por sus hermanos.
Ya pasados los cuarenta, con su segundo marido, Peter Kempson, se mudó a Metuchen, Nueva Jersey, donde creó su propio estudio. Continuó usando el apellido Beers al firmar su obra.
En el momento de su muerte vivía en Trenton.

## Carrera profesional
En 1867, Beers ya exhibía sus pinturas. Aunque tenía su propio estudio en Nueva Jersey, continuó usando el estudio de William en la calle 10th en la ciudad de Nueva York como sala de exposiciones. Fue una de las pocas mujeres que se convirtió en paisajista profesional en la América de su época, en parte porque las mujeres eran excluidas de la educación artística formal y de las exposiciones.
El estilo maduro de Beers equilibra composiciones amplias y equilibradas con detalles reveladores. En las décadas de 1870 y 1880, expuso con frecuencia en la Academia Nacional de Diseño, así como en la Brooklyn Art Association, en el Boston Athenæum y en la Academia de Bellas Artes de Pensilvania. Pudo vender gran parte de su trabajo a través de la Brooklyn Art Association, pero también llevó a grupos de mujeres en viajes de dibujo a las montañas de Nueva York y Nueva Inglaterra para complementar sus ingresos.
También pintó algunos bodegones.